# 카를로타 올시나
카를로타 올시나(스페인어: Carlota Olcina, 1983년 6월 21일 ~ )는 스페인의 배우이다.